# Cota Cota Baja
Cota Cota Baja (auch Kkota Kkota Baja) ist eine Ortschaft im Departamento La Paz im südamerikanischen Andenstaat Bolivien.

## Lage im Nahraum
Cota Cota Baja ist der drittgrößte Ort des Kanton Huarina im Municipio Huarina in der Provinz Omasuyos. Die Ortschaft liegt auf einer Höhe von 3837 m drei Kilometer vom Ufer des Wiñaymarka qucha entfernt, dem südlichen Abschnitt des Titicacasees. Knapp einen Kilometer nördlich der Ortschaft erhebt sich mit 4004 m Höhe der Cerro Sopacachi, von dem aus sich ein Höhenrücken in südöstlicher Richtung bis zum Ufer des Wiñaymarka zieht.

## Geographie
Cota Cota Baja liegt auf dem bolivianischen Altiplano im Becken des Titicacasees, zwischen den Anden-Gebirgsketten der Cordillera Occidental im Westen und der Cordillera Central im Osten. Das Klima in der Region leitet sich ab aus der Höhenlage auf dem Altiplano und der Nähe zur großen Wasserfläche des Titicacasee, der die Temperaturschwankungen abmildert. Bedingt durch die Höhenlage und über weite Strecken des Jahres geringe Bewölkung herrscht in der Region ein typisches Tageszeitenklima, bei dem die mittleren Temperaturschwankungen im Tagesverlauf deutlicher ausfallen als im Ablauf der Jahreszeiten.
Die Jahresdurchschnittstemperatur liegt bei 11 °C (siehe Klimadiagramm Achacachi), wobei der Monatsdurchschnitt im kältesten Monat (Juli) mit 8 °C nur wenig von den wärmsten Monat (November bis März) mit 12 °C abweicht. Das Klima ist arid von Juni bis August mit nur sporadischen Niederschlägen, und es ist humid in den Sommermonaten, vor allem von Dezember bis März, mit Monatsniederschlägen von teilweise mehr als 100 mm. Der Jahresniederschlag liegt bei etwa 600 mm.

## Verkehrsnetz
Cota Cota Baja liegt in einer Entfernung von 73 Straßenkilometern nordwestlich von La Paz, der Hauptstadt des gleichnamigen Departamentos.
Von La Paz führt die Nationalstraße Ruta 2 über El Alto in nordwestlicher Richtung bis Huarina und von dort weiter nach Copacabana und Khasani, von Huarina aus die Ruta 16 in nördlicher Richtung nach Achacachi.
Am Nordrand von Huarina zweigt von der Ruta 16 eine Landstraße in nordwestlicher Richtung ab und führt vorbei am 'Centro De Alto Rendimiento' (Hochleistungszentrum Huarina) nach Cota Cota Baja und weiter Richtung Tola Tola und Carmen Lipe.

## Bevölkerung
Die Einwohnerzahl der Ortschaft ist im vergangenen Jahrzehnt leicht zurückgegangen:
| Jahr | Einwohner         | Quelle       |
| ---- | ----------------- | ------------ |
| 1992 | keine Detaildaten | Volkszählung |
| 2001 | 463               | Volkszählung |
| 2012 | 435               | Volkszählung |
| 2024 |                   | Volkszählung |

Die Bevölkerung der Region gehört vor allem dem indigenen Volk der Aymara an. Bei der Volkszählung 2001 hatte der Kanton Huarina 6.559 Einwohner.